# Phare d'Achillbeg
 (juin 2020).
Si vous disposez d'ouvrages ou d'articles de référence ou si vous connaissez des sites web de qualité traitant du thème abordé ici, merci de compléter l'article en donnant les références utiles à sa vérifiabilité et en les liant à la section « Notes et références ».
Le phare d'Achillbeg est un phare situé sur l'îlot Achillbeg Island au sud de l'île d'Achill dans le Comté de Mayo (Irlande). Il est géré par les Commissioners of Irish Lights (CIL).

## Histoire
Ce phare récent, mis en service en 1965, a remplacé le phare de Clare Island. C'est une petite tour ronde en béton de 9 m de haut, avec lanterne, attenante à un petit local technique. La lumière est alimentée par l'électricité du réseau, avec un générateur de secours en cas de panne. Une piste d'hélicoptère a été réalisée en 1998.
Il projette un lash blanc et rouge, selon secteur, toutes les 5 secondes. Localisé sur une petite île proche de Cloughmore (en), il marque l'entrée nord de la baie de Clew Bay. Accessible seulement par bateau ou hélicoptère, le site est ouvert et la station est fermée. Il est télécommandé par un préposé du CIL à Dun Laoghaire.